# Ермаков, Герман Викторович
Ге́рман Ви́кторович Ермако́в (3 июня 1938, Пермь, Свердловская область — 10 июня 2012, Екатеринбург) — советский и российский учёный и педагог в области молекулярной физики, доктор физико-математических наук (1989), профессор (1993). Главный научный сотрудник ИТФ УрО РАН. Лауреат Государственной премии Российской Федерации в области науки и техники (1999).

## Биография
Родился 3 июня 1938 года в Перми.
С 1957 по 1962 год проходил обучение на физико-техническом факультете Уральского политехнического института (УПИ), с 1962 по 1966 год обучался в аспирантуре там же. С 1962 по 1970 год занимался преподавательской работой на кафедре молекулярной физики физико-технического факультета УПИ в должностях: инженера, ассистента и доцента. С 1970 по 1972 год — доцент кафедры физики и химии Пермского высшего командно-инженерного училища.
С 1972 по 2012 год занимался научной деятельностью в Институте теплофизики УрО РАН, работая в должностях: старший научный сотрудник, ведущий научный сотрудник и главный научный сотрудник — заведующий Лабораторией свойств веществ и сверхпроводящих материалов. Одновременно с 1990 года являлся профессором Уральского государственного университета, читал курс лекций по вопросам: «Молекулярная физика», «Теплофизика», «Сверхпроводимость и сверхпроводящие материалы», «Статистическая теория жидкостей» и «Свойства и кинетика вскипания перегретых жидкостей».
В 1968 году защитил диссертацию на соискание учёной степени кандидата физико-математических наук («Исследование границы спонтанного вскипания и сжимаемости перегретых жидкостей»), в 1989 году — доктора физико-математических наук по теме: «Термодинамические свойства и кинетика распада метастабильных фаз в системе жидкость-пар и нормальный металл-сверхпроводник» (официальные оппоненты В. А. Альтов, В. Е. Зиновьев, Ю. А. Кириченко). В 1993 году Ермакову было присвоено учёное звание профессора.
Основная научная деятельность Г. В. Ермакова была связана с вопросами в области изучения свойств и кинетики вскипания перегретых жидкостей, а также изучения устойчивости сверхпроводящего состояния в сверхпроводниках, он был основным разработчиком комплекса экспериментальной установки по изучению кинетики вскипания перегретых жидкостей, теплоёмкости и скорости ультразвука. Был членом Научного совета по комплексной проблеме «Теплофизика и теплоэнергетика» АН СССР, членом Учёного совета ИТФ УрО РАН. Автор более двухсот научных трудов, в том числе трёх монографий, а также семи патентов и свидетельств на изобретения.
9 апреля 1996 года Указом Президента Российской Федерации «За цикл работ „Метастабильные состояния жидкости: фундаментальные исследования и приложения к энергетике“» Ермаков был удостоен Государственной премии Российской Федерации в области науки и техники.
Зять математика С. И. Мельника.
Скончался 10 июня 2012 года в Екатеринбурге. Похоронен на Лесном кладбище.

## Награды
- Государственная премия Российской Федерации в области науки и техники (1999[3])